# Modello di colore
Un modello di colore è un modello matematico astratto che permette di rappresentare i colori in forma numerica, tipicamente utilizzando tre o quattro valori o componenti cromatiche. I modelli più diffusi sono RGB e CMYK. 

## Descrizione concettuale
All'interno dello spazio dei colori di riferimento, il sottoinsieme dei colori rappresentabili con un certo modello di colore costituisce a sua volta uno spazio di colori più limitato. Questo sottoinsieme è detto gamma o gamut e dipende dalla funzione utilizzata per il modello di colore. Così per esempio gli spazi di colori Adobe RGB e sRGB sono differenti, pur essendo entrambi basati sul modello RGB.
Si può generare una vasta gamma di colori dalla mescolanza additiva dei livelli dei colori primari rosso, blu e verde. Questi colori insieme determinano uno spazio di colori. Si può immaginare questo spazio di colori come un cubo allineato agli assi cartesiani di uno spazio tridimensionale, dove la quantità di colore rosso è rappresentata lungo l'asse delle X, la quantità di blu lungo l'asse delle Y e la quantità di verde lungo l'asse delle Z. In questa rappresentazione, ogni colore possibile ha una posizione unica. Quando i colori sono visualizzati sullo schermo di un computer, sono definiti solitamente nello spazio di colore RGB.
Un modello di colore si serve cioè di un'applicazione che associa ad un vettore numerico un elemento in uno spazio dei colori. Un altro modo di rappresentare gli stessi colori si serve della tonalità (asse X), della saturazione (asse Y) e della luminosità (asse Z). Questo è denominato spazio dei colori HSB. Ci sono molti altri spazi di colori e molti di loro possono essere rappresentati come in tre dimensioni (X, Y, Z).

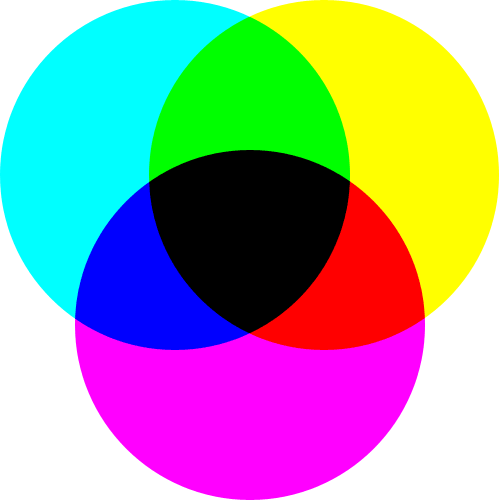
Mix di colori detrattivo

Mix di colori additivo

Nel definire formalmente uno spazio di colore, il campione usuale di riferimento è lo spazio di colore del CIE, che specificamente è stato destinato per comprendere tutti i colori che l'essere umano medio può vedere.
Poiché "lo spazio di colore" è un termine più specifico per una determinata combinazione di un modello di colore più un colore che traccia la funzione, il termine "spazio di colore" tende ad essere usato anche per identificare i modelli di colore, dall'identificare uno spazio di colore automaticamente identifica il modello collegato di colore. Senza formalità, i due termini sono usati spesso scambievolmente, benché questo sia rigorosamente errato. Per esempio, anche se parecchi spazi di colore specifici sono basati sul modello di RGB, non c'è qualcosa come lo spazio di colore di RGB.
Nel senso generico delle definizioni qui sopra, gli spazi di colore possono essere definiti senza l'uso di un modello di colore. Questi spazi, quale Pantone, sono in effetti un dato insieme dei nomi o numeri che sono definiti dall'esistenza di un insieme corrispondente degli swatches fisici di colore.
Poiché tutto lo spazio di colore definisce i colori in funzione della struttura assoluta di riferimento, spazi di colore, con il dispositivo che profila, permetta le rappresentazioni riproducibili di colore, sia nelle rappresentazioni analogiche sia nelle rappresentazioni digitali.

## Densità dello spazio dei colori
Il modello di colore di RGB è applicato in modi differenti, secondo le possibilità del sistema usato. Di gran lunga i più comuni usati a partire dal 2005 sono le 24 esecuzioni del bit, con 8 bit, o 256 livelli discreti per definire la profondità di colore. L'intero spazio di colore basato sul modello di 24-bit RGB è limitato così ad una gamma di 256×256×256=16,7 milioni di colori. Alcune applicazioni usano 16 bit per componente, con conseguente stessa gamma e una densità dei colori distinti più grande. Ciò è particolarmente importante quando funziona con gli spazi di colore di largo-gamma (dove la maggior parte dei colori più comuni sono individuati relativamente vicino insieme), o quando tantissime procedure di filtro digitali sono usati consecutivamente. Lo stesso principio fa domanda per tutti gli spazi di colore basati sullo stesso modello di colore, ma effettuati nelle profondità differenti della punta.

## Lista parziale degli spazi di colori
Lo spazio di colore del CIE 1931 XYZ è il primo tentativo di produrre uno spazio di colore basato sulle misure della percezione di colore umana ed è la base per quasi tutti gli altri spazi di colore. Le varianti dello spazio del CIE includono:
- Spazio di colore di CIELUV - una modifica alle differenze di colore dell'esposizione più convenientemente, sostituito vicino:
- Spazio di colore di CIELAB
- Spazio di colore del CIE 1964 — misure sopra un più grande campo di visibilità che lo spazio di colore 1931 che fornisce i risultati un po' differenti.